# 郭舒 (明朝)
郭舒（1433年—？），字端莊，福建漳州府龍溪縣人，民籍，明朝政治人物。

## 生平
福建鄉試第五十二名舉人，景泰五年（1454年）中式甲戌科會試第二百一十六名，三甲第一百三十二名進士。授行人司行人，先後出使四川、廣東等地，拒絕餽贈。遷戶部郎中，丁憂去職。服闕，補工部郎中，升池州府知府。因催科不力，致仕歸里。

## 家族
曾祖郭時晦；祖父郭邦文，教授；父郭碩平。